# Torsken
Torsken este o comună din provincia Troms, Norvegia.